# Graphogaster pseudonuda
Graphogaster pseudonuda är en tvåvingeart som först beskrevs av Brooks 1942.  Graphogaster pseudonuda ingår i släktet Graphogaster och familjen parasitflugor. Inga underarter finns listade i Catalogue of Life.